# Mega Man III
Mega Man III (Rockman World 3?, ロックマンワールド3, Rokkuman Wārudo Surī), noto anche come Mega Man World 3, è un videogioco a piattaforme prodotto da Capcom nel 1992 per Game Boy. Terzo titolo della serie Mega Man per console portatili, è stato sviluppato dalla Minakuchi Engineering, che aveva già sviluppato il primo gioco su Game Boy: Mega Man: Dr. Wily's Revenge.

## Trama
La storia è ambientata dopo Mega Man 4, ma l'incidente che dà inizio agli eventi è diverso in base alla versione: nel manuale della versione americana, Mega Man riceve un messaggio di emergenza dal suo creatore, il Dr. Light: il Dr. Wily ha preso il controllo di una piattaforma petrolifera e sta perforando la crosta terrestre con lo scopo di usare il magma per alimentare una sua nuova macchina. Secondo la trama della versione giapponese, considerata quella canonica, il Dr. Wily ha manomesso il supercomputer che gestisce la vita giornaliera delle persone tramite delle onde che ne hanno disturbato il segnale, causando un malfunzionamento. Di conseguenza, il laboratorio del Dr. Light ha ricevuto diversi rapporti da tutto il mondo su anomalie che stanno sfuggendo di mano, come guasti ai trasporti, condizioni metereologiche instabili e anormali, guasti industriali e robot impazziti. Mega Man, accompagnato da Rush e Eddie, parte per fermare Wily.
Mentre cerca Wily, Mega Man affronta quattro dei suoi Robot Masters del passato: Gemini Man, Snake Man, Spark Man e Shadow Man. Dopo averli sconfitti, raggiunge il castello di Wily, e dopo aver sconfitto una versione gigante di un robot nemico generico, rintraccia altri quattro Robot Masters: Drill Man, Dust Man, Dive Man e Skull Man. Questi robot in realtà non sono del Dr. Wily, ma erano stati creati dal Dr. Cossack, uno scienziato che Wily aveva precedentemente ricattato.
Dopo aver messo fuori combattimento anche questi Robot Masters, Mega Man deve combattere contro un nuovo robot progettato per ucciderlo, ovvero Punk, il secondo Mega Man Killer. Lo scontro è particolarmente difficile, ma riesce a sconfiggere Punk, si impossessa del suo attacco speciale e insegue Wily nella sua base marittima.
Partendo dalla cima della base, Mega Man raggiunge il fondo, dove affronta il Dr. Wily nel suo macchinario e lo distrugge con l'arma ottenuta da Punk. Tuttavia, la base marittima si autodistrugge e Wily scappa.